# Некатороз
Некатороз (Necatorosis; Necatoriasis) — гельминтоз из группы нематодозов, вызываемый Necator americanus и характеризующийся диспептическими явлениями, признаками аллергии и развитием гипохромной анемии.

## Этиология и эпидемиология

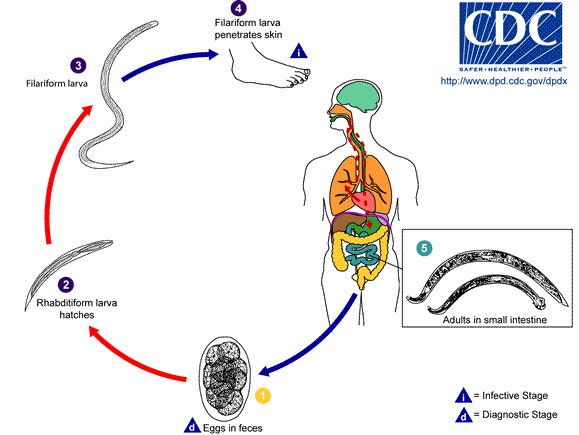
Жизненный цикл паразита.

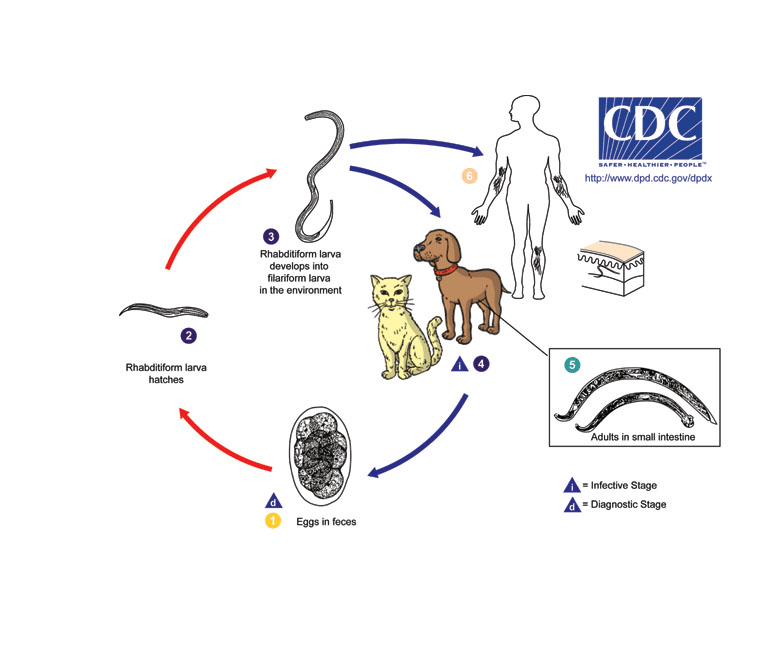
Мигрирующая в коже личинка.

Возбудитель — нематода Necator americanus (сем. Ancylostomatidae, отр. Strongylida), — паразитирует в тонком кишечнике человека, чаще в двенадцатиперстной кишке. Размер самца — 7-9 мм, самки — 9-11 мм. Самки могут отрождать от 5-10 тысяч яиц в день.
Некатороз распространён в Азии, Африке и Америке. 
С фекалиями, яйца паразита попадают в почву, где при температуре 14-40°C и высокой влажности через 7-10 дней в них развиваются филяриевидные личинки, способные к инвазии. При контакте с кожей, личинки перкутанно (через кожу) проникают в тело человека. Возможно заражение и при попадании личинок с загрязненными овощами, фруктами, водой.
Продолжительность жизни некатора достигает 15 лет.

## Патогенез
Попавшие в организм человека личинки совершают миграции по большому и малому кругам кровообращения, длящуюся 7-10 дней. При проникновении через кожу возникает зуд и жжение кожи, различного рода высыпания (эритематозные, папулёзные, везикулезные, пустулёзные), которые могут сохраняться в течение нескольких месяцев. Массивная инвазия приводит к отёкам конечностей.
При попадании возбудителей в двенадцатиперстную кишку, происходит их дальнейшее развитие до половозрелой стадии. 
Через 8-10 недель после заражения из организма больного человека выделяются яйца гельминтов.
Инкубационный период длится 40-60 суток.
При миграции личинок через дыхательные пути возможно развитие катаральных явлений, появляются одышка, хрипы, возможно развитие бронхита, плеврита, пневмонии.
В период миграции личинки вызывают токсикоаллергические явления. Взрослые гельминты — гематофаги. При фиксации к слизистой оболочке кишки они травмируют ткани, приводят к образованию геморрагии, эрозий, вызывают кровотечения, анемизацию, поддерживают состояние аллергии, дискинезию желудочно-кишечного тракта и диспепсию. 
Паразитирование некаторов в желудочно-кишечный тракте приводит к развитию дуоденита с изжогой, отсутствию или усилению аппетита, иногда извращению вкуса (желанием есть, например, глину), тошноты, рвоты, болям в подложечной и печеночной области, нередко сопровождающиеся диареей.
Зубцами паразиты прикрепляются к стенкам слизистой оболочки кишки. На месте фиксации гельминта возникают эрозии и язвы до 2 см в диаметре, при этом могут проявиться длительные кишечные кровотечения, которые вызывают гипохромную железодефицитную анемию. Снижается белок крови (гипоальбуминемия). 
Поражается ЦНС, появляется вялость. Больные отстают в умственном и физическом развитии.

## Лечение
Лечение направлено на дегельминтизацию, которую проводят нафтамоном, комбантрином или левамизолом, и борьбу с анемией с помощью препаратов железа, трансфузии эритроцитной массы.